# Корчуватський могильник
50°22′41.5″ пн. ш. 30°32′8.5″ сх. д. / 50.378194° пн. ш. 30.535694° сх. д.
Корчуватський могильник — пам'ятка зарубинецької культури, частина поховань могильника належить до Милоградсько-підгірцівської культури (8-е століття д.н.е.).

## Історія
Відкритий 1937 у селищі Корчувате (нині в межах м. Київ) і досліджений 1940–41. 
На площі 45 тис. м² знайдено 103 поховання (89 трупоспалень і 14 трупопокладень). Рештки трупоспалень зарубинецької культури розташовані в ґрунтових ямах чи безпосередньо на дні, чи в глиняних урнах, або — і так, і так (на дні ями — і на землі, і в урні; т. зв. змішані поховання). У похованнях знайдено глиняний посуд і бронзові прикраси (фібули, підвіски), залізні ножі, скляні та пастові намистини, кістки тварин (рештки жертовної їжі). Могильник датується 2 ст. до н. е. — 1 ст. н. е.